# HD250962
HD250962 — хімічно пекулярна зоря спектрального класу B9, що має видиму зоряну величину в смузі V приблизно  9,4.
Вона  розташована на відстані близько 254,6 світлових років від Сонця.

## Пекулярний хімічний вміст
Зоряна атмосфера HD250962 має підвищений вміст 
Si
.